# Federação Nigeriana de Futebol
A Federação Nigeriana de Futebol (em inglês:  Nigeria Football Federation) anteriormente conhecida como Associação de Futebol da Nigéria (em inglês: Nigeria Football Association) até 2008, é o órgão dirigente do futebol na Nigéria, responsável pela organização dos campeonatos disputados no país, assim como da Seleção Nigeriana de Futebol masculina e feminina. Foi fundada em 1945 e afiliada à FIFA desde 1960 e à CAF desde 1960. Ela também é filiada à WAFU. A sede da entidade encontra-se na cidade de Abuja.